# Mike Prestwood Smith
Mike Prestwood Smith (auch Michael Prestwood Smith) ist ein Tontechniker, der seit Beginn seiner Karriere Mitte der 1990er Jahre an über 100 Film- und Fernsehproduktionen beteiligt war. Bei der Oscarverleihung 2014 wurde er für seine Arbeit für den Action-Thriller Captain Phillips zusammen mit Chris Burdon, Mark Taylor und Chris Munro für den Oscar in der Kategorie „Bester Ton“ nominiert. Er wurde zudem für sieben British Academy Film Awards in der Kategorie „Bester Ton“ nominiert, von denen er 2007 einen gewann.
Smith arbeitete zunächst als Bandmusiker und Musikproduzent, bevor er in London zur Tontechnik kam, unter anderem bei den De Lane Lea Studios. Inzwischen lebt er in Los Angeles und arbeitet für die Warner Bros. Studios.

## Filmografie
- 1996: Süßer Engel Tod (Sweet Angel Mine)
- 1996: Chatterhappy Ponies (Fernsehserie)
- 1996: On the Edge (Dokumentar-Kurzfilm, Video/DVD)
- 1997: Seeing Things (Kurzfilm)
- 1997: Ein Fall für die Borger (The Borrowers)
- 1997: Peggy Su!
- 1997: Bring mir den Kopf von Mavis Davis (Bring Me the Head of Mavis Davis)
- 1997: Bent
- 1997: Driftwood – Tödliches Treibgut (Driftwood)
- 1998: Cash in Hand
- 1998: Orphans
- 1998: Mit Schirm, Charme und Melone (The Avengers)
- 1998: Fear and Loathing in Las Vegas
- 1999: Gregory’s Two Girls
- 1999: The Tale of the Rat That Wrote (Kurzfilm)
- 1999: I Could Read the Sky
- 1999: Fast Food
- 1999: Ein perfekter Ehemann (An Ideal Husband)
- 1999: Playing the Field (Fernsehserie)
- 1999: Ravenous – Friß oder stirb (Ravenous)
- 1999: Alice im Wunderland (Alice in Wonderland, Fernsehfilm)
- 2000: Silent Witness (Fernsehserie)
- 2000: Am Anfang (In the Beginning, Fernsehfilm)
- 2000: Nürnberg – Im Namen der Menschlichkeit (Nuremberg, Fernseh-Mehrteiler)
- 2000: Hotel Splendide
- 2000: Chicken Run – Hennen rennen (Chicken Run)
- 2000: Billy Elliot – I Will Dance (Billy Elliot)
- 2000: Honest – Beinahe ehrlich (Honest)
- 2000: Das zehnte Königreich (The 10th Kingdom, Fernseh-Mehrteiler)
- 2000: The 10th Kingdom: The Making of 'The 10th Kingdom' (Dokumentarfilm, Video/DVD)
- 2001: Army Go Home! (Buffalo Soldiers)
- 2001: Dust
- 2001: Hand in Hand mit dem Tod (Happy Now)
- 2001: Heiraten für Fortgeschrittene (Crush)
- 2002: Anita & Me
- 2002: Kleine schmutzige Tricks (Dirty Pretty Things)
- 2002: Das Buch Eva – Ticket ins Paradies (The Book of Eve)
- 2002: Sir Gadabout: The Worst Knight in the Land (Fernsehserie)
- 2003: Unterwegs nach Cold Mountain (Cold Mountain)
- 2003: Concert for George (Dokumentarfilm, Video/DVD)
- 2003: Die Träumer (The Dreamers)
- 2003: Vacuums
- 2003: Gesetzlos – Die Geschichte des Ned Kelly (Ned Kelly)
- 2003: Hope Springs – Die Liebe deines Lebens (Hope Springs)
- 2003: Pest (Kurzfilm)
- 2004: Alfie
- 2004: Verrat in Venedig (Secret Passage)
- 2004: Harry Potter und der Gefangene von Askaban (Harry Potter and the Prisoner of Azkaban)
- 2004: Zwei Brüder (Two Brothers / Deux Frères)
- 2004: Suzie Gold
- 2004: If Only
- 2005: Harry Potter und der Feuerkelch (Harry Potter and the Goblet of Fire)
- 2005: Corpse Bride – Hochzeit mit einer Leiche (Tim Burton’s Corpse Bride)
- 2005: Der ewige Gärtner (The Constant Gardener)
- 2005: Brothers Grimm (The Brothers Grimm)
- 2005: The Magic Roundabout
- 2006: Tagebuch eines Skandals (Notes on a Scandal)
- 2006: James Bond 007: Casino Royale (Casino Royale)
- 2006: The Sickie (Kurzfilm)
- 2006: Flyboys – Helden der Lüfte (Flyboys)
- 2006: Breaking & Entering – Einbruch und Diebstahl (Breaking and Entering)
- 2006: Flug 93 (United 93)
- 2006: Opal Dream
- 2007: Der goldene Kompass (The Golden Compass)
- 2007: Die Liebe in den Zeiten der Cholera (Love in the Time of Cholera)
- 2007: Harry Potter und der Orden des Phönix (Harry Potter and the Order of the Phoenix)
- 2007: Hannibal Rising – Wie alles begann (Hannibal Rising)
- 2008: Liebe auf den zweiten Blick (Last Chance Harvey)
- 2008: James Bond 007: Ein Quantum Trost (Quantum of Solace)
- 2008: Wiedersehen mit Brideshead (Brideshead Revisited)
- 2008: Hellboy – Die goldene Armee (Hellboy II: The Golden Army)
- 2008: Eine Detektivin für Botswana (The No. 1 Ladies’ Detective Agency, Fernsehserie)
- 2008: 8 Blickwinkel (Vantage Point)
- 2008: Love You More (Kurzfilm)
- 2009: Nine
- 2009: Lügen macht erfinderisch (The Invention of Lying)
- 2009: Cracks
- 2009: Radio Rock Revolution (The Boat That Rocked)
- 2009: Chéri – Eine Komödie der Eitelkeiten (Chéri)
- 2009–2010: Bookaboo (Fernsehserie)
- 2010: Immer Drama um Tamara (Tamara Drewe)
- 2010: Kampf der Titanen (Clash of the Titans)
- 2010: Green Zone
- 2011: Darkest Hour (The Darkest Hour)
- 2011: Arthur Weihnachtsmann (Arthur Christmas)
- 2011: Footloose
- 2011: Atemlos – Gefährliche Wahrheit (Abduction)
- 2011: Green Lantern
- 2011: Ironclad – Bis zum letzten Krieger (Ironclad)
- 2011: Jess + Moss
- 2012: Paranormal Activity 4
- 2012: Savages
- 2012: Die Tribute von Panem – The Hunger Games (The Hunger Games)
- 2013: Captain Phillips
- 2013: Im August in Osage County (August: Osage County)
- 2013: Iron Man 3
- 2013: Standing Up
- 2013: The Coin (Kurzfilm)
- 2014: Seventh Son
- 2014: Kingsman: The Secret Service
- 2014: Into the Woods
- 2014: Der Richter – Recht oder Ehre (The Judge)
- 2014: Die Bestimmung – Divergent (Divergent)
- 2015: The Danish Girl
- 2015: 69 Tage Hoffnung (The 33)
- 2015: Mission: Impossible – Rogue Nation
- 2016: Verräter wie wir (Our Kind of Traitor)
- 2016: Ein ganzes halbes Jahr (Me Before You)
- 2016: Warcraft: The Beginning (Warcraft)
- 2016: Free State of Jones
- 2016: Snowden
- 2016: Nocturnal Animals
- 2016: A United Kingdom
- 2016: Deepwater Horizon
- 2016: Boston (Patriots Day)
- 2017: War Machine
- 2017: Mord im Orient Express (Murder on the Orient Express)
- 2018: Tomb Raider
- 2018: Mission: Impossible – Fallout
- 2018: Mary Poppins’ Rückkehr (Mary Poppins Returns)
- 2019: Wenn du König wärst (The Kid Who Would Be King)
- 2019: Fighting with My Family
- 2019: Dumbo
- 2019: Aladdin
- 2019: Rocketman
- 2019: The Gentlemen
- 2020: Der einzig wahre Ivan (The One and Only Ivan)
- 2020: Neues aus der Welt (News of the World)

## Auszeichnungen (Auswahl)
- 2021: Oscar-Nominierung in der Kategorie Bester Ton für Neues aus der Welt (zusammen mit William Miller, John Pritchett und Oliver Tarney)
- 2021: British-Academy-Film-Award-Nominierung in der Kategorie Bester Ton für Neues aus der Welt (zusammen mit Michael Fentum, William Miller, John Pritchett und Oliver Tarney)
- 2020: British-Academy-Film-Award-Nominierung in der Kategorie Bester Ton für Rocketman (zusammen mit Matthew Collinge, John Hayes, Danny Sheehan)
- 2019: British-Academy-Film-Award-Nominierung in der Kategorie Bester Ton für Mission: Impossible – Fallout (zusammen mit Dror Mohar, Wylie Stateman, Renée Tondelli und David Wyman)
- 2017: British-Academy-Film-Award-Nominierung in der Kategorie Bester Ton für Deepwater Horizon (zusammen mit Gilbert Lake, James H. Mather und Chris Munro)
- 2014: Oscar-Nominierung in der Kategorie Bester Ton für Captain Phillips (zusammen mit Chris Burdon, Mark Taylor und Chris Munro)[2]
- 2014: British-Academy-Film-Award-Nominierung in der Kategorie Bester Ton für Captain Phillips (zusammen mit Chris Burdon, Mark Taylor, Chris Munro und Oliver Tarney)[3]
- 2009: British-Academy-Film-Award-Nominierung in der Kategorie Bester Ton für James Bond 007: Ein Quantum Trost (zusammen mit James Boyle, Eddy Joseph, Chris Munro und Mark Taylor)[4]
- 2007: British Academy Film Award in der Kategorie Bester Ton für James Bond 007: Casino Royale (zusammen mit Chris Munro, Eddy Joseph, Martin Cantwell und Mark Taylor)[5]
- 2007: British-Academy-Film-Award-Nominierung in der Kategorie Bester Ton für Flug 93 (zusammen mit Chris Munro, Douglas Cooper, Oliver Tarney und Eddy Joseph)[6]
- 2006: British-Academy-Film-Award-Nominierung in der Kategorie Bester Ton für Der ewige Gärtner (zusammen mit Joakim Sundstöm, Stuart Wilson, Sven Taits)[7]
- 2004: British-Academy-Film-Award-Nominierung in der Kategorie Bester Ton für Unterwegs nach Cold Mountain (zusammen mit Eddy Joseph, Ivan Sharrock, Walter Murch und Matthew Gough)[8]
- 2001: British-Academy-Film-Award-Nominierung in der Kategorie Bester Ton für Billy Elliot – I Will Dance (zusammen mit Mark Holding und Zane Hayward)[9]